# Josephine Burns de Bono
Josephine Burns de Bono, född Burns 1908, död 1996, var en maltesisk feminist.
Hon var dotter till Hugh Burns och Laura Rosina Ada Agius. Hon gifte sig 1931 med läkaren Joseph de Bono, och blev mor till Edward de Bono. Hon var verksam som journalist i London och sedan Times of Malta. 
Hon spelade en ledande roll inom rörelsen för rösträtt för kvinnor i sitt land. Hon var en av grundarna och verksam inom Women of Malta Association, och var dess ordförande 1944–1947. Kampanjen lyckades och kvinnlig rösträtt inkluderades i MacMichael Constitution, som trädde i kraft 5 september 1947. Josephine Burns de Bono avgick sedan som ordförande för Women of Malta Association, med förklaringen att föreningen nu hade uppnått sitt mål.